# Плентель (кантон)
Плентель (фр. Plaintel) — кантон во Франции, находится в регионе Бретань, департамент Кот-д’Армор. Входит в состав округа Сен-Бриё.

## История
Кантон образован в результате реформы 2015 года. В его состав вошли отдельные коммуны упраздненных кантона Монконтур, Плёк-сюр-Лье и Плугена.
С 1 января 2016 года состав кантона снова изменился: коммуны Л’Эрмитаж-Лорж и Плёк-сюр-Лье образовали новую коммуну Плёк-Л’Эрмитаж.

## Состав кантона с 1 января 2016 года
В состав кантона входят коммуны (население по данным Национального института статистики за 2019 г.):
- Кессуа (3 856 чел.)
- Ле-Бодео (160 чел.)
- Монконтур (790 чел.)
- Племи (1 587 чел.)
- Плентель (4 441 чел.)
- Плёк-Л’Эрмитаж (4 103 чел.)
- Сен-Каррёк (1 519 чел.)
- Треданьель (900 чел.)
- Энон (2 268 чел.)

## Политика
На президентских выборах 2022 г. жители кантона отдали в 1-м туре Эмманюэлю Макрону 30,7 % голосов против 25,3 % у Марин Ле Пен и 18,2 % у Жана-Люка Меланшона; во 2-м туре в кантоне победил Макрон, получивший 58,9 % голосов. (2017 год. 1 тур: Эмманюэль Макрон – 26,5 %, Жан-Люк Меланшон и Марин Ле Пен – по 19,4 %, Франсуа Фийон – 18,3 %; 2 тур: Макрон – 70,2 %. 2012 год. 1 тур: Франсуа Олланд — 28,9 %, Николя Саркози — 21,9 %, Марин Ле Пен — 17,2 %; 2 тур: Олланд — 55,2 %).
С 2021 года кантон в Совете департамента Кот-д’Армор представляют мэр коммуны Плентель Венсан Аллено (Vincent Alleno) и вице-мэр коммуны Энон Надин Л’Эшлар (Nadine L'Echelard) (оба ― Разные левые).
|                | Кандидаты                         | Партия                   | Первый тур | Первый тур     | Второй тур | Второй тур |
| Кол-во голосов | Кандидаты                         | Партия                   | % голосов  | Кол-во голосов | % голосов  |            |
| -------------- | --------------------------------- | ------------------------ | ---------- | -------------- | ---------- | ---------- |
|                | Венсан Аллено Надин Л’Эшлар       | Разные левые             | 2 608      | 46,74          | 3 238      | 53,59      |
|                | Тибо Гиньяр Дельфин Мартен        | Правый блок              | 2 109      | 37,80          | 2 804      | 46,41      |
|                | Бернар Брион Милен Риу            | Национальное объединение | 578        | 10,36          |            |            |
|                | Мари-Тереза Лефёвр Франсуа Ю-Юэнг | Регионалисты             | 547        | 6,83           |            |            |

|                | Кандидаты                     | Партия                  | Первый тур | Первый тур     | Второй тур | Второй тур |
| Кол-во голосов | Кандидаты                     | Партия                  | % голосов  | Кол-во голосов | % голосов  |            |
| -------------- | ----------------------------- | ----------------------- | ---------- | -------------- | ---------- | ---------- |
|                | Тибо Гиньяр Дельфин Мартен    | Правый блок             | 3 523      | 44,01          | 4 414      | 56,07      |
|                | Надин Л’Эшлар Жером Ле Нувель | Разные левые            | 2 606      | 32,55          | 3 458      | 43,93      |
|                | Микаэль Буссар Сандра Желар   | Национальный фронт      | 1 329      | 16,60          |            |            |
|                | Ролан Верд Марилен Ле Мо      | Коммунистическая партия | 547        | 6,83           |            |            |